# Yves Beauchemin
Yves Beauchemin (ur. 26 czerwca 1941 w Rouyn-Noranda) – kanadyjski pisarz francuskojęzyczny.

## Życiorys
W 1965 ukończył literaturę na Uniwersytecie Montrealskim. Początkowo był nauczycielem i recenzentem literackim, później pracował jako realizator w Radio-Canada. W 1974 opublikował swoją pierwszą powieść, L'Enfirouapé, zawierającą wiele odniesień politycznych. W swoich powieściach, o dynamicznej fabule obyczajowo-przygodowej i szpiegowskiej, świadomie pozbawionych analizy psychologicznych postaci, zawierających często motywy fantastyczne i pikarejskie, przedstawiał obraz współczesnego Quebecu wraz z jego osobliwościami kulturowo-środowiskowymi. W 1981 wydał powieść Le Matou (1981), uznaną za pierwszy powojenny bestseller literacki we francuskiej części Kanady. Później napisał powieści Juliette Pomerleau (1990), Antoine et Alfred (1992), Une histoire à faire japper (1993) i Le second violon (1996). Jest również autorem nowel i autobiografii. W 2003 został odznaczony Ordre national du Québec.